# Hermippe (Mond)
Hermippe (auch Jupiter XXX) ist einer der kleinsten bekannten äußeren Monde des Planeten Jupiter.

## Entdeckung
Hermippe wurde am 9. Dezember 2001 von Astronomen der Universität Hawaii entdeckt. Sie erhielt zunächst die vorläufige Bezeichnung S/2001 J 3.
Benannt wurde der Mond nach Hermippe, einer Geliebten des Zeus aus der griechischen Mythologie. 

## Bahndaten
Hermippe umkreist Jupiter in einem mittleren Abstand von 21.131.000 km in 633 Tagen und 22 Stunden. Die Bahn weist eine Exzentrizität von 0,210 auf. Mit einer Neigung von 150,7° gegen die lokale Laplace-Ebene ist die Bahn retrograd, d. h., der Mond bewegt sich entgegen der Rotationsrichtung des Jupiter um den Planeten. 
Aufgrund ihrer Bahneigenschaften wird Hermippe der Ananke-Gruppe, benannt nach dem Jupitermond  Ananke, zugeordnet.

## Physikalische Daten
Hermippe  besitzt einen mittleren Durchmesser von etwa 4 km. Ihre Dichte wird auf 2,6 g/cm³ geschätzt. Sie ist vermutlich überwiegend aus silikatischem Gestein aufgebaut. Hermippe besitzt eine sehr dunkle Oberfläche mit einer Albedo von 0,04, d. h., nur 4 % des eingestrahlten Sonnenlichts werden reflektiert. Ihre scheinbare Helligkeit beträgt 22,1m.